# Macedoni (popolo antico)
I Macedoni (in greco antico: Μακεδόνες?, Makedónes) erano un'antica tribù (o popolo) che viveva nella Macedonia, pianura alluvionale intorno ai fiumi Aliacmone e basso Assio, nella parte nord-orientale della Grecia continentale.
Essenzialmente un antico popolo greco, si espansero gradualmente dalla loro patria, lungo la valle del fiume Haliacmon fino al confine settentrionale del mondo greco, assorbendo o scacciando le vicine tribù non greche, principalmente Traci e Illiri. Le loro credenze religiose rispecchiavano quelle di altri greci, seguendo le principali divinità del pantheon greco, sebbene i macedoni continuassero pratiche di sepoltura arcaiche che erano cessate in altre parti della Grecia dopo il VI secolo a.C..
Parlavano il macedone antico, sebbene la lingua di prestigio della regione fosse prima l'attico e poi la koinè greca. Autori, storici e statisti del mondo antico hanno spesso espresso pareri ambigui o contrastanti sull'identità etnica dei macedoni come greci, semi-greci o persino barbari; tuttavia, dalle poche prove linguistiche e dai ritrovamenti epigrafici, l'antico macedone è considerato dalla maggior parte degli studiosi come un altro dialetto greco, probabilmente correlato al greco dorico o al greco nordoccidentale.
Anche se composto da vari clan, il Regno di Macedonia venne fondato intorno all'VIII secolo a.C. dalla dinastia degli Argeadi e dalla famiglia che da essa prende il nome. La dinastia sarebbe stata fondata da Perdicca I, discendente del leggendario Temeno di Argo. Tradizionalmente governati da famiglie indipendenti, i macedoni sembrano aver accettato il dominio degli Argeadi al tempo di Alessandro I (498-454 a.C.). Sotto Filippo II (359-336 a.C.), ai macedoni sono attribuite numerose innovazioni militari, che hanno ampliato il loro territorio e aumentato il loro controllo su altri territori situati nella Tracia e ottenendo l'egemonia della Grecia. Questo consolidamento del territorio e l'innovazione tattico-militare resero possibili le gesta di Alessandro Magno (336-323 a.C.), con la sua conquista dell'Impero achemenide e di conseguenza l'inaugurazione dell'età ellenistica.
I macedoni furono infine conquistati dalla Repubblica romana, che smantellò la monarchia macedone alla fine della terza guerra macedonica (171-168 aC) e stabilì la provincia romana della Macedonia dopo la quarta guerra macedonica (150-148 aC).

## Storia

Acquisizioni territoriali in Grecia del re Filippo II

Lo storico greco Erodoto attribuisce l'origine dei Macedoni ad una tribù greca, rimasta indietro nel corso dell'invasione dorica.
(Erodoto, Storie, 1.56))
Sulle origini della casa reale di Macedonia, è sempre Erodoto a riportare la storia del più giovane dei tre fratelli di Argo, Perdicca, e come con la sua abilità nello sfruttare i prodigi avesse strappato il regno ad un re tirannico. La storia descrive anche il collegamento tra la dinastia macedone e gli eroi leggendari della Grecia. Secondo il geografo Strabone, la dinastia dei Lyncestis, che governava la parte occidentale della Macedonia, si vantava di discendere dai dori Bacchiadi dell'antica Corinto.
Secondo lo stesso Erodoto, però, sembra che i Macedoni non fossero generalmente ammessi ai giochi olimpici, poiché ritenuti "non greci", ma il loro re Alessandro I vi fu ammesso nel 480 a.C., a causa della propria discendenza familiare greca. Nel 408 a.C. vi partecipò ancora il re Archelao e più tardi ancora Filippo II (356, 352 e 348 a.C.). Dopo Alessandro Magno la partecipazione dei Macedoni ai giochi olimpici divenne cosa comune.
I Macedoni si trovarono isolati rispetto allo sviluppo della civiltà e della cultura greca, fino al V secolo a.C.: le loro tradizioni religiose, politiche e culturali sembrerebbero derivare da quelle greche di epoca omerica, in accordo con il racconto di Erodoto. Durante il loro successivo isolamento subirono tuttavia influenze dalle popolazioni della Tracia e dell'Illiria e, come nel caso degli Etoli, ciò spinse molti Greci a considerarli come stranieri o "barbari". In alternativa, è stato anche sostenuto che i macedoni fossero piuttosto una popolazione trace o illirica; è dunque possibile che, etnicamente, la loro origine debba vedersi come il risultato di una mescolanza di stirpi traci, illiriche e greche.

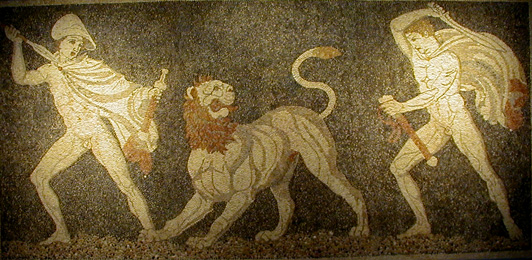
Mosaico di ciottoli con caccia al leone, nella capitale macedone, Pella

All'epoca del regno di Filippo II, i Macedoni, tuttavia, erano già impregnati di cultura attica. Esistono inoltre indicazioni dell'esistenza di influssi greci sui re macedoni dei periodi precedenti: il re Archelao I aveva creato una nuova capitale, Pella, istituito delle feste religiose in onore di Zeus nel santuario di Dion ed incoraggiato la permanenza nel regno di intellettuali provenienti dalle polis greche. Ebbero influenza nel regno di Macedonia drammaturghi come Euripide (che scrisse le sue due ultime tragedie alla corte del re Archelao) ed Agatone e pittori come il celebre Zeusi. La grecizzazione dei Macedoni era compiuta all'epoca del re Filippo II (359 – 336 a.C.), che aveva sposato una principessa epirota, Olimpiade e chiamò a Pella come precettore del figlio Alessandro il celebre filosofo Aristotele. Con le sue conquiste militari, Filippo condusse il Regno di Macedonia a divenire egemone delle città greche, riunite nella Lega di Corinto, mentre più tardi il figlio Alessandro Magno (336-323 a.C.) conquistò un vasto impero in oriente, sconfiggendo l'Impero persiano, diffondendo ovunque la civilizzazione greca (fenomeno che prese il nome di ellenismo), e facendo dei Greci l'élite dominante di un ampio territorio.
Dopo la sua morte le sue conquiste furono suddivise tra i vari regni dei diadochi: il Regno di Macedonia fu governato dalla dinastia antigonide, prima di passare sotto il dominio romano dopo la battaglia di Pidna del 168 a.C.

## Lingua macedone

Moneta di Filippo V di Macedonia, con la legenda ΒΑΣΙΛΕΩΣ ΦΙΛΙΠΠΟΥ ("di re Filippo").

Le conclusioni della linguistica in materia sono incerte: la lingua macedone sarebbe, secondo alcuni, nient'altro che una varietà arcaica del greco, mentre per altri si tratterebbe di un idioma distinto e separato, seppur facente parte assieme al greco di un'ipotetica sottofamiglia "elleno-macedone" delle lingue indoeuropee, mentre per altri ancora una lingua del gruppo linguistico paleo-balcanico, non imparentata in alcun modo con il greco.
La lingua degli abitanti della regione in epoca precedente al V secolo a.C. è attestata in un centinaio di parole da varie glosse (principalmente di Esichio di Alessandria), da toponimi ed antroponimi.
Sebbene la maggior parte delle parole attestate possa essere riconosciuta con sicurezza come greca, alcuni termini non lo sono. In particolar modo, molti vocaboli mostrano una consonante occlusiva dove in un dialetto greco ci si aspetterebbe normalmente un'aspirata (ad esempio nel macedone Berenikē in rapporto al greco comune Pherenikē ("Berenice"). Altri casi isolati di occlusive al posto delle aspirate (ad esempio la contrazione kéblē o keblē per la forma kephalē ("testa") non sono sconosciuti nei dialetti greci: tuttavia, se questo fenomeno linguistico fosse tipico della lingua macedone, allora questa non avrebbe seguito uno dei principali cambiamenti comuni ai vari dialetti greci conosciuti, considerati spesso un elemento distintivo dell'appartenenza alla lingua greca.

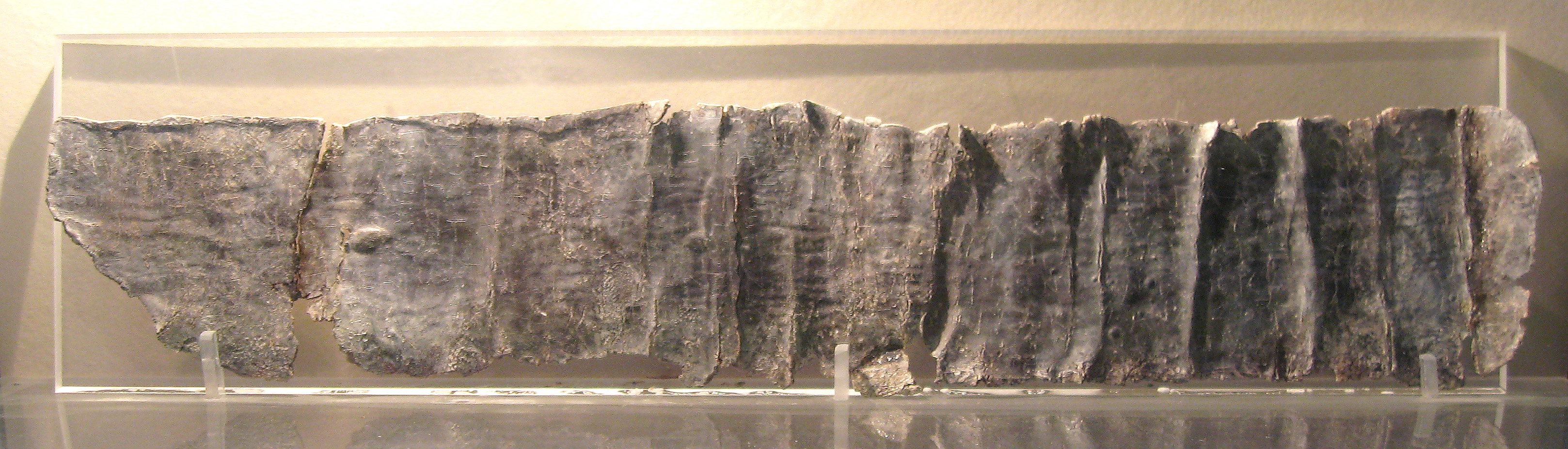
La tavola di Pella.

Discusso è anche il ruolo del dialetto dorico nella lingua macedone: se si tratti di una seconda lingua, parlata a lato dell'autentica lingua macedone, oppure se lo stesso macedone non fosse altro che una varietà del dorico, in cui elementi lessicali con caratteristiche fonologiche distinte rappresentino solo una sopravvivenza di influenze esterne e di un secondario sviluppo locale. Si conoscono alcune iscrizioni macedoni di epoca classica in dialetto dorico (come il Katadesmos di Pella), ma queste iscrizioni non mostrano le medesime caratteristiche tipiche delle evidenze lessicali delle glosse.
Un frammento di una commedia attica del V secolo a.C., del commediografo Strattis, dal titolo "I Macedoni", riporta una frase in un apparente dialetto greco, che potrebbe raffigurare il modo di parlare dei Macedoni. Tito Livio riferisce il discorso di un ambasciatore macedone a Roma nel tardo III secolo a.C., riferendone come di una tribù di lingua greca.
A partire dal V secolo a.C., in ogni caso, lo sviluppo culturale dei Macedoni si andò sempre più assimilando a quello della Grecia propria, concludendosi con la piena adozione dell'attico della koiné.